# Søren Wille
Søren Wille født 23 juni 1945 er en dansk læge og tidligere sprinter og hækkeløber.
Wille løb for Lyngby IF, Københavns IF og fra 1970 i Holte IF, hans bedste resultat er to sølvmedaljer fra de danske mesterskaber 1968 på 100 meter og 200 meter samt en bronzemedalje på 110 meter hæk. Året efter blev det atter en tredje plads på 110 meter hæk. Han var på landsholdet 1968 hvor det blev til en landskamp.
Wille uddannede sig til læge på Københavns Universitet, efter studierne fik han arbejde i Halmstad og har boet i Sverige i over 30 år. I dag er han overlæge på Helsingborgs lasaretts børneafdeling. Han har disputeret ved Lunds Universitet.

## Danske mesterskaber
- Bronze 1969 110 meter hæk 14.6
- Sølv 1968 100 meter 10.7
- Sølv 1968 4X100 meter 43,3
- Sølv 1968 200 meter 22.2
- Bronze 1968 110 meter hæk 14.8

## Personlige rekorder
- 100 meter: 10,7, Bengtsfors, Sverige 7. juli 1968
- 200 meter: 21,8, Århus Stadion, 22. juni 1968
- 400 meter: 48,7, Tårnby Stadion, 25. august 1968
- 110 meter hæk: 14,6 Haderslev Stadion 16 august 1969
- 200 meter hæk: 25,1 Emdrup Stadion 20.juli 1969
- 400 meter hæk: 53,9 Bislett Stadion, Oslo 20. juni 1968
- Tikamp: 5609p ? ?/? 1969